# Series 30
Series 30+是諾基亞、HMD Global和微軟移動開發的行動作業系統，首次搭載於2003年發布的諾基亞1100。
早期的Series 30（以下简称S30）搭载的移动电话并不支持彩色屏幕（如诺基亚1100），直到后期才支持彩色屏幕（如诺基亚C1-00），不过屏幕分辨率均很低。S30仅支持GSM单频，不支持GPRS。而在S30+中支持了4G频段。应用基于Java，但仅为嵌入型且禁止额外添加Java应用。内置的音频支持MIDI序列（统一音源）的以及AAC格式音频，后期在2011年诺基亚1010发布后，支持了外置TF卡。早期的S30亦不支持拍照，直到2013年诺基亚108发行。
由于Series 30为非智能操作系统，所以它被广泛用于诺基亚廉价功能机，且维护至今。

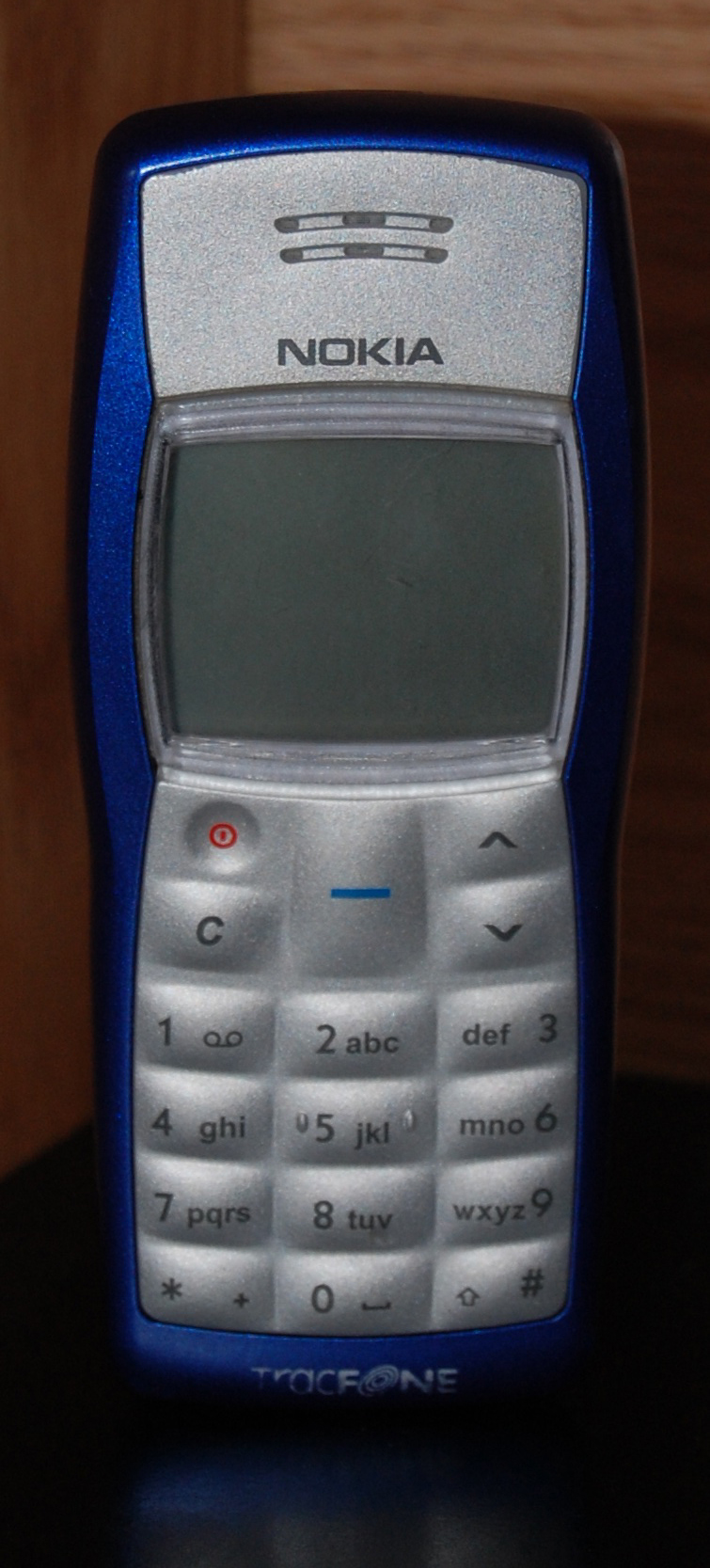
最早安装Series 30的诺基亚1100

## 歷史
- 2003年10月，发布诺基亚1100，Series 30正式诞生。
- 2005年8月，发布诺基亚1110，正式支持AAC音频。
- 2013年9月16日，發布諾基亞108，Series 30改稱Series 30+。
- 2022年8月25日，發布诺基亚 5710 XpressAudio，採用Series 30+，支援4G頻段。

## 外部連結
- 諾基亞 （页面存档备份，存于）